# Jacobus van Cortlandt
Jacobus van Cortlandt (1658–1739) was een rijke Amerikaanse koopman, slavenhouder, en politicus. Hij was van 1710 tot 1711 en later van 1719 tot 1720 burgemeester van New York.

## Levensloop
Jacobus van Cortlandt werd geboren in 1658 in Nieuw-Amsterdam, een kolonie in het toenmalige Nieuw-Nederland. Hij was de tweede van vier kinderen van de in Vlaanderen geboren Annetje Loockermans (geb. 1618) en de in Nederland geboren kapitein Olof Stevense van Cortlandt (gest. 1684), die in 1637 in Nieuw-Amsterdam aankwam. Zijn vader was oorspronkelijk een soldaat en boekhouder die door zijn werk bij de West-Indische Compagnie hoge koloniale functies bekleedde en uiteindelijk vele ambten als burgemeester en wethouder vervulde.

### Loopbaan
Van Cortlandt kocht als rijke koopman rond 1691 een perceel grond wat later het Van Cortlandt Park in de Bronx zou worden, maar in die tijd gebruikt werd om graan te verbouwen. Hij diende als de 30e en 33e burgemeester van New York tussen 1710 en 1711 en opnieuw tussen 1719 en 1720. Zijn broer, Stephanus van Cortlandt, was eerder al de 10e en 17e burgemeester van de stad, en was de eerste geboren New Yorker die die functie bekleedde.

### Privé
Van Cortlandt was getrouwd met Eva de Vries (geb. 1660), de dochter van Margaret Hardenbroeck en Peter Rudolphus de Vries, en de geadopteerde dochter van Frederick Philipse, de Lord of the Philipsburg Manor. Samen waren Jacobus en Eva de ouders van Frederick, Mary, Augustus, en Margaret van Cortlandt. Van Cortlandt stierf in 1739 in Bergen, een gemeente in de provincie New Jersey. Via zijn dochter Mary was hij de grootvader van John Jay (1745-1829), een van de grondleggers van de Verenigde Staten en de eerste opperrechter van het Hooggerechtshof van de Verenigde Staten.